# シグヴァルディ

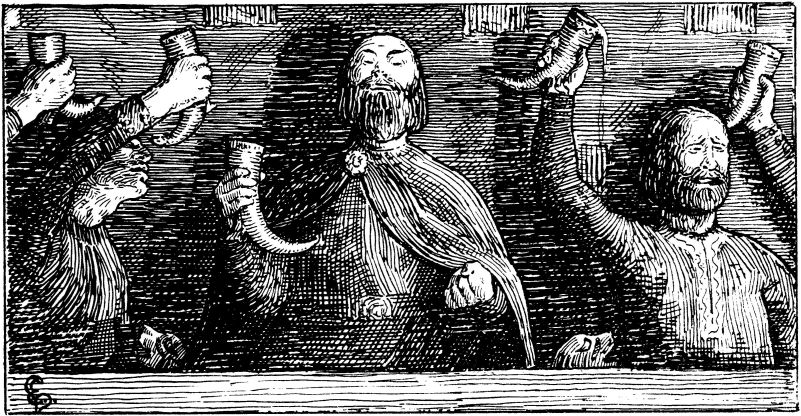
〈ハラルド青歯王〉の葬儀の饗宴において、ヤールのシグヴァルディは、ノルウェーに行ってハーコン公を殺すか追い払うことを、彼の父の記念として宣誓した。

ヤールのシグヴァルディ（Jarl Sigvaldi）は、スコーネのヤールのストルト・ハラルドの息子であり、のっぽのトルケルの兄弟である。
彼はヨムスヴァイキングの首領としてパルナトキの跡を継いだ。
しかし勇敢さより賢さで知られている。
ヴェンド人の王ブリスラヴの娘アーストリーズ(Astrid)を獲得するため、シグヴァルディはヴェンド人がデンマーク人に租税を払う義務から解放すると約束した。
シグヴァルディはシェラン島に出航し、そこからスヴェンに手紙を送り、重要な手紙があるが病気にかかったためそれらを自分で届けることができないと伝えることで、王との約束を果たした。
スヴェンは強い好奇心にかられたため、シグヴァルディの船に乗って行き、ヨムスヴァイキングによって捕らえられた。
自由になるためにデンマークの王は、ヨムスヴァイキングとヴェンド人の両方に、大金を払うことに加えて独立を与えなければならなかった。
自身の父ストルト・ハラルドの葬式において、シグヴァルディはスヴェンから、ノルウェーを攻撃し、ハーコン公を追放するように勧められた。
この約束は986年のヒョルンガヴァーグの戦いの原因となった。
その戦いではシグヴァルディは恥辱を受けて逃走した。
1000年のスヴォルドの海戦において、オーラブ・トリグヴァソンを戦いに誘い込むことによって、そして戦いの最中に彼を見放すことによって、裏切り者であることが立証された。
 この記事は、スウェーデンの百科事典 Nordisk familjebok の Owl版（1904年から1926年発行で、現在はパブリックドメイン）の本文を含む。